# Psammechinus
Psammechinus L. Agassiz & Desor, 1846 è un genere di ricci di mare della famiglia Parechinidae.

## Tassonomia
Comprende le seguenti specie:
- Psammechinus microtuberculatus (Blainville, 1825)
- Psammechinus miliaris (P.L.S. Müller, 1771)